# دانشگاه باهاما
دانشگاه باهاما (UB) موسسه ملی آموزش عالی دولتی در کشورهای مشترک المنافع باهاما است که دارای پردیس‌هایی در سراسر مجمع الجزایر است. پردیس اصلی در شهر پایتخت ناسائو در جزیره نیو پراویدنس واقع شده‌است.
این دانشگاه ابتدا به عنوان یک مؤسسه دو ساله، سپس به عنوان یک کالج اعطای مدرک چهار ساله فعالیت کرد و در نهایت در ۱۰ نوامبر ۲۰۱۶ به دانشگاه باهاما تبدیل شد.